# Haemactis
Haemactis là một chi bướm ngày thuộc họ Bướm nâu.